# Pacifica Brandani

Leonardo, Gioconda, 1503-1504.

Pacifica Brandani (Urbino, ... – Urbino, 1511) è stata una gentildonna italiana, amante di Giuliano de' Medici, duca di Nemours.

## Biografia
Figlia illegittima del nobile Giovanni Antonio Brandani e cortigiana alla corte di Urbino, è passata alla storia per aver dato, nel 1511, a Giuliano de' Medici, duca di Nemours un figlio naturale poi legittimato a Roma, Ippolito de' Medici, che fu il suo unico discendente e che divenne cardinale.
Alcuni storici - tra cui il maggiore esperto Carlo Pedretti - hanno affermato che il duca abbia commissionato a Leonardo da Vinci nell'aprile 1515 un dipinto in ricordo dell'amante morta di parto e che "la Brandana da Urbino" sia raffigurata nel celebre quadro della Gioconda.